# Villa de Almoloya de Juárez
Villa de Almoloya de Juárez, eller bara Almoloya de Juárez, är en ort i Mexiko, och administrativ huvudort i kommunen Almoloya de Juárez i Mexiko, i den centrala delen av landet. Orten hade 3 081 invånare vid folkräkningen 2010, och är långt ifrån det största samhället i kommunen.